# Piotr Sienkiewicz
Piotr Sienkiewicz (ur. 18 września 1945 w Karpaczu) – polski inżynier, cybernetyk, doktor habilitowany nauk wojskowych, pułkownik Wojska Polskiego.

## Życiorys
Ukończył szkołę podstawową i liceum (1963) w Łobzie. Przez prawie rok odbywał służbę wojskową. Ukończył studia na Wydziale Cybernetyki Wojskowej Akademii Technicznej (1969). Na tym wydziale w 1975 roku obronił pracę doktorską z dziedziny badań operacyjnych pt. Optymalizacja stochastycznych systemów obsługi. W latach 1969–1971 pełnił służbę w Wojskowym Instytucie Łączności, w którym zajmował się problematyką planowania falowego i kompatybilności elektromagnetycznej. W latach 1971–1990 był pracownikiem naukowym Akademii Sztabu Generalnego, zajmując tam stanowiska: starszego asystenta, adiunkta, docenta. Następnie pełnił służbę w Akademii Obrony Narodowej. W 1980 roku uzyskał stopień doktora habilitowanego nauk wojskowych na podstawie rozprawy Teoria efektywności systemów kierowania. W 1986 roku otrzymał tytuł profesora nadzwyczajnego nauk wojskowych. W tym samym roku został awansowany do stopnia pułkownika w korpusie oficerów informatyki.
Od roku 1992 kierował Centrum Informatyki Akademii Obrony Narodowej. W latach 90. został profesorem zwyczajnym na tej uczelni. W latach 90. przez 2 lata wykładał również na Uniwersytecie Szczecińskim. W latach 1996–1999 pełnił funkcję zastępcy dyrektora Departamentu Kadr i Szkolnictwa Wojskowego MON. W latach 1999–2004 pełnił funkcję prorektora ds. dydaktycznych Akademii Obrony Narodowej. Obecnie pracuje w Wojskowej Akademii Technicznej oraz jest prorektorem Warszawskiej Wyższej Szkoły Informatyki w Warszawie. 
Jest członkiem wielu organizacji i towarzystw naukowych, w tym Polskiego Towarzystwa Współpracy z Klubem Rzymskim, AFCEA, IFORS, Polskiego Towarzystwa Badań Operacyjnych i Systemowych, Towarzystwa Naukowego Prakseologii, Towarzystwa Naukowego Organizacji i Kierownictwa. Od roku 1988 przez dwie kadencje pełnił funkcję prezesa Zarządu Głównego Polskiego Towarzystwa Cybernetycznego. Uczestniczył w pracach Komitetu Nauk Organizacji i Zarządzania PAN, Komitetu Prognoz "Polska u progu XXI wieku", Rady Głównej Szkolnictwa Wyższego MEN. Był również prezesem Dyskusyjnego Klubu Filmowego.
Był promotorem 32 rozpraw doktorskich oraz recenzentem prac habilitacyjnych.
Jest autorem ponad 350 prac naukowych i popularnonaukowych poświęconych: cybernetyce, informatyce, analizie systemowej, inżynierii systemów, teorii decyzji, telekomunikacji, organizacji, zarządzaniu, kierowaniu oraz dowodzeniu.
Mieszka w Rembertowie. Ma żonę i dwóch synów.
Za swą dotychczasową działalność naukowo-dydaktyczną został wyróżniany:
- Nagrodą Ministra Obrony Narodowej (1983),
- Nagrodą Sekretarza Wydziału Nauk Technicznych PAN (1986),
- I Nagrodą im. Karola Adamieckiego (1989), za najlepszą pracę w dziedzinie organizacji i kierowania,
- Wpisem do Honorowej Księgi Wojska Polskiego (2002),
- Nagrodą Ministra Obrony Narodowej (2003),
- Krzyżem Kawalerskim Orderu Odrodzenia Polski,
- Medalem Komisji Edukacji Narodowej.

Posiada także honorowe odznaczenia czeskie, ukraińskie i francuskie.

## Publikacje
- Teoria efektywności systemów kierowania. T. 1. Wstęp do systemologii. Wyd. ASG WP, Warszawa 1979.
- Teoria efektywności systemów kierowania. T. 2. Problemy efektywności działania. Wyd. ASG WP, Warszawa 1979.
- Analiza systemowa procesów informacyjno-decyzyjnych. Wstęp do inżynierii systemów kierowania. Wyd. PTC, Ossolineum, Wrocław 1982.
- Inżynieria systemów. Wybrane zastosowania wojskowe. Wyd. MON, Warszawa 1983. Seria: Biblioteka Wiedzy Wojskowej. ISBN 83-11-06851-8
- Sienkiewicz P., Szczepaniak M., Więckowski W., Dowodzenie z komputerem. Realia i perspektywy. Wyd. MON, Warszawa 1984. ISBN 83-11-07130-6
- Teoria efektywności systemów. Wyd. Ossolineum, Wrocław 1987.
- Inżynieria systemów kierowania. Wyd. PWE, Warszawa 1988.
- Poszukiwanie golema. O cybernetyce i cybernetykach. Wyd. KAW, Warszawa 1988. ISBN 83-03-02074-9
- Systemy kierowania. Wyd. WP, Warszawa 1989. Seria: Biblioteka Wiedzy Współczesnej Omega. ISBN 83-214-0691-2
- Czechowski R., Sienkiewicz P., Przestępcze oblicza komputerów. PWN, Warszawa 1993, ss. 172.
- Analiza systemowa. Podstawy i zastosowania. Wyd. Bellona, Warszawa 1994. ISBN 83-11-08337-1
- Sienkiewicz P., red., Wystarczalność obronna. Wyd. Bellona, Warszawa 1996. ISBN 83-11-08551-X
- Sienkiewicz P., Goban-Klas T., Społeczeństwo informacyjne. Szanse, zagrożenia, wyzwania. Wyd. Fundacji Postępu Telekomunikacji, Kraków 1999. ISBN 83-86476-19-2
- 5 wykładów. Publikacja z okazji 55 urodzin autora. Wyd. AON – Wydział Wydawniczy, Warszawa 2000. ISBN 83-88062-41-7
- 10 wykładów. Wyd. AON – Wydział Wydawniczy, Warszawa 2005. ISBN 83-89423-18-9